# Князев, Евгений Владимирович
Евге́ний Влади́мирович Кня́зев (род. 9 августа 1955) — советский и российский актёр театра, кино и телевидения, театральный педагог, ректор Театрального института им. Б. Щукина; народный артист Российской Федерации (2001), лауреат Государственной премии Российской Федерации (1995). Народный артист Республики Абхазия (2018).

## Биография
Евгений Князев родился 9 августа 1955 года в пригороде Тулы, посёлок Скуратово (ныне в черте города) в рабочей семье: отец — Владимир Иванович, шахтер, мать — Зоя Ивановна, домохозяйка. В семье было четверо детей (у Евгения Владимировича есть три сестры).
Окончил в 1977 году Тульский политехнический институт (специальность — горный инженер). Во время учебы начал играть в институтском самодеятельном театре, а позже — в народном театре «Диалог» при ДК профсоюзов города Тулы, которым руководили Евгений Иванович Крючков и Зоя Васильевна Григорьева. В 1978 году поступил в Театральное училище им. Б. Щукина (курс Л. В. Ставской), по окончании которого в 1982 году был принят в Театр имени Е. Б. Вахтангова. За время работы в театре сыграл более чем в 20 спектаклях, среди которых «И дольше века длится день», «Мария Тюдор», «Маленькие трагедии», «Зойкина квартира», «Анна Каренина» и другие. Является одним из ведущих актеров театра до настоящего времени. Участвует в постановках «Без вины виноватые», «Маскарад», «Пристань», «Пиковая дама», «Посвящение Еве», «Царская охота».
Дебютировал в кино в 1983 году, сыграв эпизодическую роль в мелодраме «Поздняя любовь».
С середины 1990-х годов играет в антрепризах и различных театрах.
С 1994 года преподаёт в Театральном институте им. Б. Щукина (с 2003 года — ректор), в качестве художественного руководителя выпустил два актёрских курса (в 1998 и в 2004 годах). В настоящее время руководит целевым курсом для Московского театра оперетты.
Среди учеников: Дмитрий Ульянов, Олег Макаров, Станислав Дужников, Мария Куликова, Виктор Добронравов, Екатерина Щанкина, Владимир Яглыч и другие.
Женат на Елене Александровне Дунаевой (доктор искусствоведения, профессор, заведующая кафедрой искусствоведения Театрального института им. Б. Щукина), двое детей – дочери Анастасия (режиссёр, актриса) и Александра (кандидат искусствоведения, сценарист). У Е. Князева есть также дочь от первого брака — Дарья.

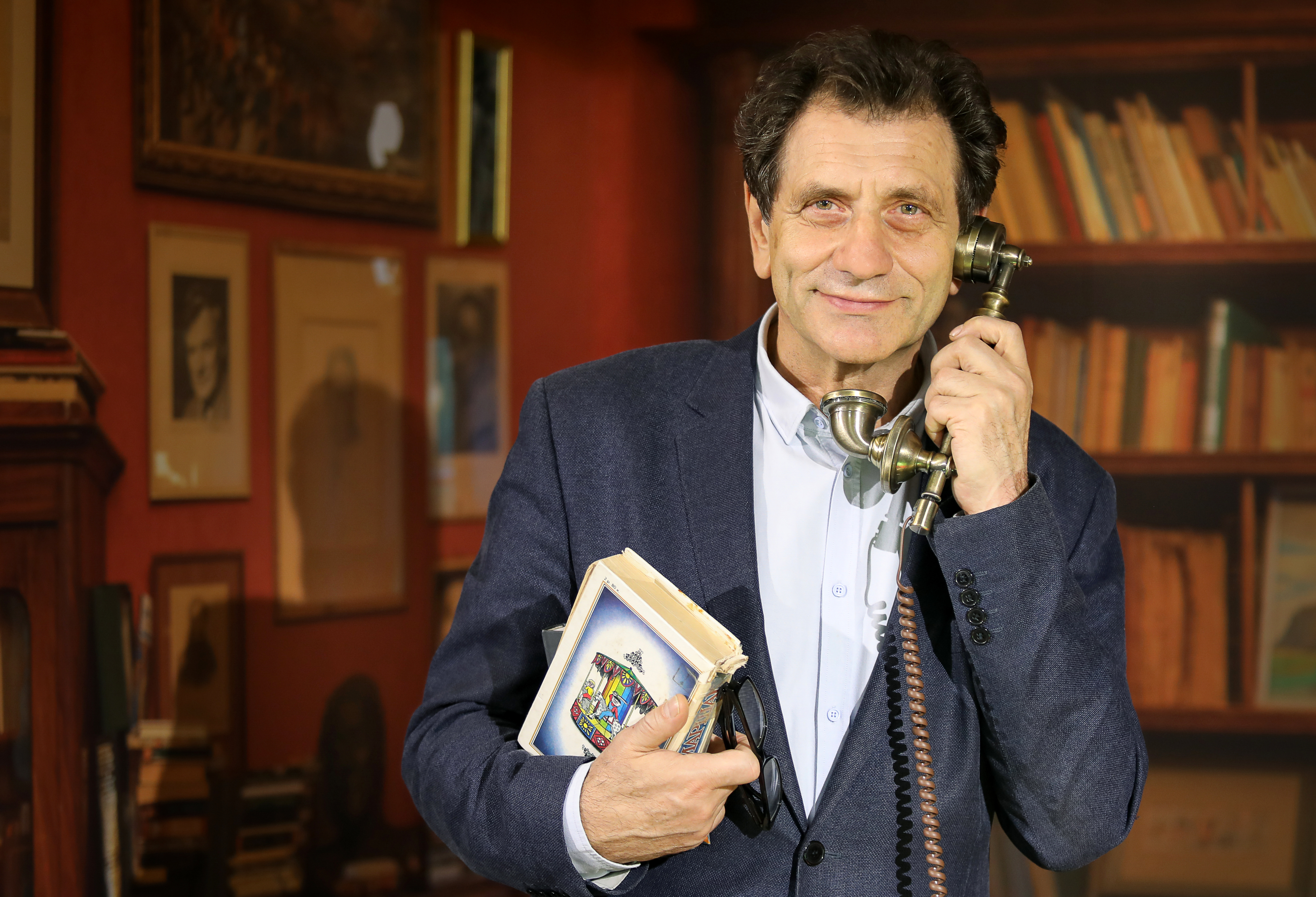
Евгений Князев на открытии выставки «Маршак» в РГДБ (2017)

Член Правления Центрального дома работников искусств.

## Общественная деятельность
Член общественного совета Российского Еврейского конгресса.
В марте 2014 года Князев поддержал аннексию Крыма, подписал письмо президенту России Владимиру Путину в поддержку аннексии.
В 2018 году был доверенным лицом кандидата в мэры Москвы Сергея Собянина. 20 ноября 2018 года, в соответствии с Указом Президента России, включён в новый состав Совета при Президенте по культуре и искусству.
За неоднократное посещение Крыма внесён в базу сайта Миротворец и объявлен персоной нон грата на Украине.
В феврале 2022 года поддержал вторжение России на Украину.
В 2024 году стал доверенным лицом кандидата в президенты России Владимира Путина.

## Творчество

### Роли в театре

#### Театр имени Е. Б. Вахтангова
- «Мистерия-буфф» В. В. Маяковского — Вельзевул
- «Тринадцатый председатель» А. Х. Абдуллина — Закиров
- «Роза и крест» А. А. Блока — Гаэтан
- «Анна Каренина» М. М. Рощина по роману Л. Н. Толстого — слуга просцениума
- «Ричард III» У. Шекспира — маркиз Дорсет
- «Дамы и гусары» А. Фредро — поручик Эдмунд
- «…И дольше века длится день» по роману Ч. Т. Айтматова — Тансыкбаев
- «Три возраста Казановы» М. И. Цветаевой — Молодой Казанова
- «Мария Тюдор» В. Гюго — лорд Клинтон
- «Маленькие трагедии» А. С. Пушкина — Дон Гуан
- «Русь! Браво!» М. Воронцова по повести Н. Г. Смирнова — Чарли
- «Лето в Ноане» Я. Ивашкевич — Фредерик Шопен
- «Дело» А. В. Сухово-Кобылина — Шило
- «Зойкина квартира» М. А. Булгакова — Обольянинов
- «Принцесса Турандот» К. Гоцци (постановка Г. Черняховского) — Панталоне
- «Без вины виноватые» А. Н. Островского — Григорий Незнамов
- «Пиковая дама» по повести А. С. Пушкина — Германн
- «Посвящение Еве» Э.-Э. Шмитта — Эрик Ларсен
- «Воскрешение, или Чудо святого Антония» М. Метерлинка — Ашиль
- «Ночь игуаны» Т. Уильямса — Шеннон
- «Чулимск прошлым летом» по пьесе А. В. Вампилова — Шаманов
- «Глубокое синее море» Т. Реттигена — Уильям Коллер
- «Царская охота» Л. Зорина — граф Григорий Григорьевич Орлов
- «Маскарад» М. Ю. Лермонтова — Арбенин
- «Пристань» по мотивам произведений Б. Брехта, И. А. Бунина, Ф. М. Достоевского, Ф. Дюрренматта, А. Миллера, А. С. Пушкина, Э. Де Филиппо, У. Шекспира — Доменико Сориано («Филумена Мартурано» Э. Де Филиппо)
- «Анна Каренина» (хореографический спектакль по мотивам романа Л. Н. Толстого на музыку А. Г. Шнитке, П. И. Чайковского, Г. Малера и Г. Форе) — Алексей Каренин
- «Царь Эдип» Софокла — Тиресий
- «Суббота, воскресенье, понедельник» Эдуардо Де Филиппо — Пеппино Приоре
- «Театр» по С. Моэму[12] — Майкл Госселин
- «Война и мир» по Льву Толстому — Князь Николай Андреевич Болконский

#### Другие театры
- «Шесть персонажей в поисках автора» Л. Пиранделло — Директор
- «Уличённая ласточка» Н. Садур — Андрей
- «Сиреневое платье Валентины» Ф. Саган — Серж
- «Провокация» И. Вацетиса — граф Севостьянов, Ксей Ксеич
- «Мадлен, спокойно!» В. Аслановой — Жан
- «Берлиоз» С. Коробкова — Берлиоз
- «Арто и его двойник» В. Семёновского — Двойник
- 2003 — «Любовь к английской мяте»[13] по пьесе Маргерит Дюрас «Английская мята» — Пьер Ланн, (Независимый театральный проект)
- «Супруги Каренины» Л.Н. Толстого , инсценировка Р.А. Сироты (режиссёр П.Е. Тихомиров) — Он

#### Телеспектакль
- «Сирано де Бержерак» — шестой гасконец в отряде Сирано, 1983 год.

#### Радиотеатр
- «В ранге солдата» (режиссёр И. Никифоров) - ветеран, 2023 год.

### Роли в кино
- 1983 — Поздняя любовь
- 1988 — Работа над ошибками — Андрей Михайлович Петрушов
- 1988 — Фантастическая история — молодой Йоганес
- 1990 — Мои люди — Эрнст
- 1991 — Дело Сухово-Кобылина
- 1993 — Способ убийства
- 1994 — Железный занавес — Миша
- 1994 — Графиня Шереметева — Никита Андреевич Разумовский, граф
- 1999—2003 — Простые истины — Павел Сергеевич Зимин, школьный психолог, преподаватель Университета Натальи Нестеровой (51-я серия)
- 2002 — Займёмся любовью
- 2003 — Пятый ангел — Григорий Плоткин
- 2004 — На Верхней Масловке — Матвей
- 2005 — Рысак — Аристарх Бурмин, конезаводчик
- 2005 — Звезда эпохи — Илья Яковлевич Судаков, режиссёр ТРАМа и руководитель театрального училища
- 2006 — Молодые и злые — священник
- 2005 — Побег — сосед Ветрова
- 2006 — Девять жизней Нестора Махно — Лев Троцкий
- 2006 — Пороки и их поклонники — Добромир, «Пророк»
- 2007 — Путешествие с домашними животными — священник
- 2007 — Ниоткуда с любовью, или Весёлые похороны — популярный писатель
- 2008 — Монтекристо — Владимир Германович Крылов, судья
- 2008 — Фотограф — Игнат Шиянов, успешный бизнесмен, сценарист
- 2008 — Detsembrikuumus («Декабрьская жара») (Эстония) — Григорий Зиновьев
- 2009 — Мальчик и девочка — отец Ксении
- 2009 — Вольф Мессинг: видевший сквозь время — Вольф Мессинг
- 2011 — Манна небесная — Виктор Александрович Мазин
- 2011 — Лето Индиго — профессор
- 2011 — Товарищи полицейские — Зубарев (серия № 10 «Великий инквизитор»)
- 2011 — Группа счастья — Новицкий, профессор
- 2011 — Блиндаж — Нохим
- 2011 — Криминальная полиция — Зубарев, генерал
- 2012 — Однажды в Ростове — Алексей Львович Калюжный, профессор Ростовского медицинского института
- 2013 — Страсти по Чапаю — Лев Троцкий
- 2013 — Вангелия — Панде Сурчев, отец Ванги
- 2013 — Сын отца народов — Вольф Мессинг
- 2013 — Зеркала — Борис Пастернак
- 2014 — Орлова и Александров — Иосиф Сталин
- 2014 — Дом с лилиями — Герман Арефьев, актёр
- 2015 — Неподсудные — Водитель Березовского
- 2017 — Мир вашему дому! — Тевье, молочник
- 2018 — Экспроприатор — Степан Гиль
- 2019 — Не ждали —  Дмитрий Ломакин
- 2024 — Мастер и Маргарита — Берлиоз
- 2024 - Штемберг - камео

## Признание и награды

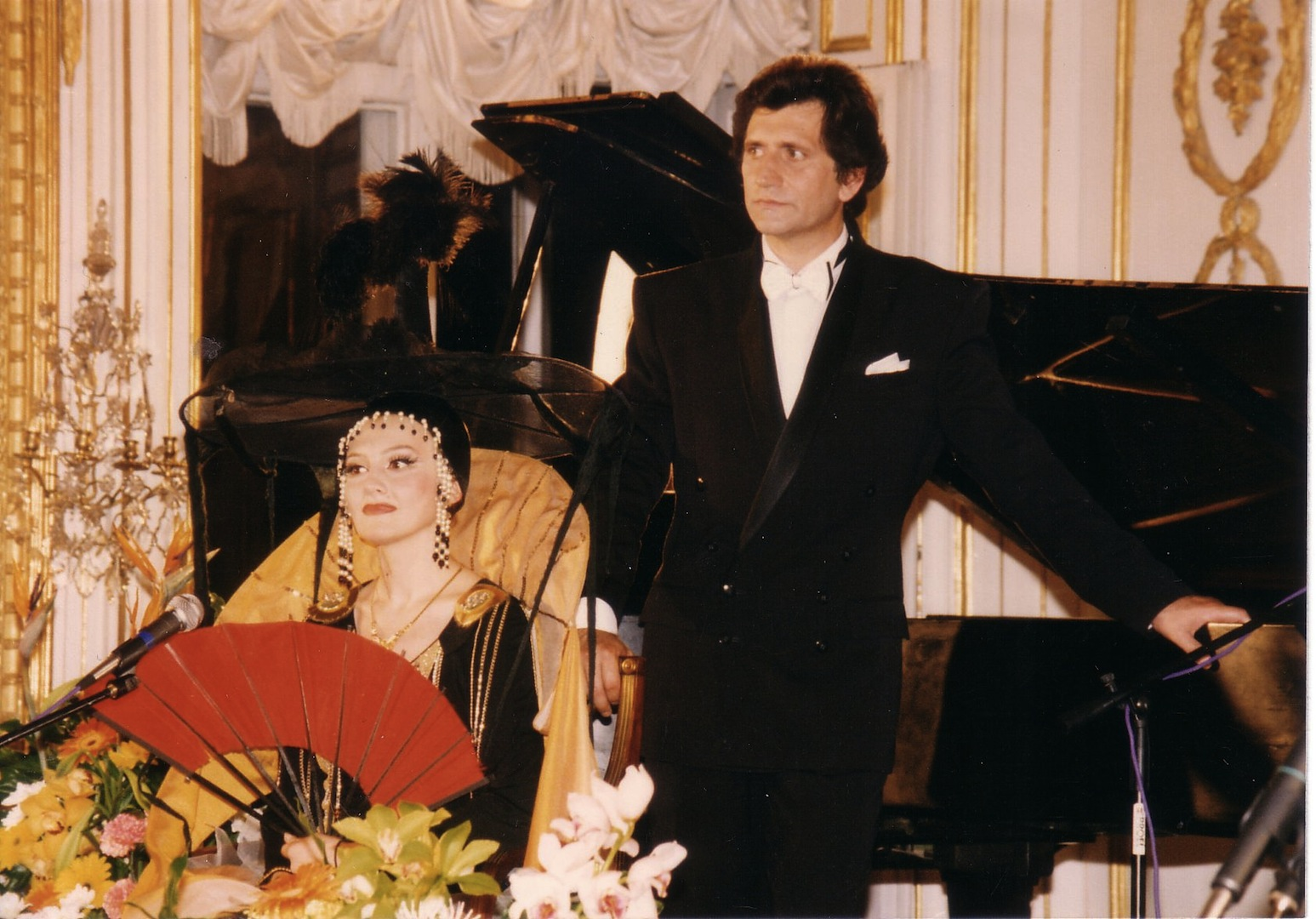
Марина Есипенко и Евгений Князев на вручении премии «Хрустальная Турандот» (2011)

- 29 мая 1995 года — Государственная премия Российской Федерации в области литературы и искусства 1994 года — за спектакль Государственного академического театра имени Евг. Вахтангова «Без вины виноватые» по пьесе А. Н. Островского[14]
- 2 мая 1996 года — Заслуженный артист Российской Федерации — за заслуги в области искусства[15]
- 1 ноября 2001 года — Народный артист Российской Федерации — за большие заслуги в области искусства[16]
- 21 декабря 2004 года — Благодарность Министра культуры и массовых коммуникаций Российской Федерации — за сохранение и приумножение лучших традиций отечественной культуры и в связи с 75-летием Центрального Дома работников искусств[17].
- 8 сентября 2010 года — Орден Почёта — за достигнутые трудовые успехи и многолетнюю плодотворную работу[18]
- 2010 — Заслуженный артист Республики Северная Осетия — Алания
- 2010 — Лауреат премии «Звезда Театрала» в номинации «Звёздный луч»
- 7 февраля 2011 года — премия «Живой театр» — в номинации «Актёр года» за роль Арбенина в спектакле «Маскарад»
- 28 мая 2012 года — награждён Памятным знаком: Серебряным Орденом «Зрительских симпатий»[19].
- 2015 — Народный артист Республики Северная Осетия — Алания
- 6 августа 2018 года — Народный артист Республики Абхазия — за заслуги в развитии культуры и театрального искусства, вклад в укрепление театральных связей между Республикой Абхазия и Российской Федерацией[20]
- 2018 — Знак отличия «За заслуги перед Московской областью» III степени — за заслуги в социально-экономическом развитии и в связи с 89-летием со Дня образования Московской области[21]
- 28 марта 2019 года — орден «За заслуги перед Отечеством» IV степени — за большой вклад в развитие отечественной культуры и искусства, средств массовой информации, многолетнюю творческую деятельность.[22]
- 20 сентября 2021 года — Почётная грамота Президента Российской Федерации — за большой вклад в развитие отечественной культуры и искусства, многолетнюю плодотворную деятельность[23].
- 2025 — Премия имени Анатолия Лысенко — в номинации «За достижения»[24][25][26][27][28].
- 24 июня 2025 года — орден «За заслуги перед Отечеством» III степени — за большой вклад в развитие отечественной культуры и искусства, многолетнюю плодотворную деятельность[29].

## Публикации
- Казьмина Н. Евгений Князев // Театр имени Евг. Вахтангова / Ред.-составитель Б. М. Поюровский. М.: Центрполиграф, 2001. С.164—179, фото. («Звёзды московской сцены») — ISBN 5-227-01251-2
- Коробков С. Лицо Арлекина. Повесть об артисте Евгении Князеве . М.: Навона, 2021. 256 c.: ил. — ISBN 978-5-91798-054-6
- Филиппова А. Непохожий. Юбилей у Евгения Князева. / "Страстной бульвар, 10", №1-231, 2020. С.114-115.